# Трог (фільм)
Трог (англ. Trog) — англійський фільм жахів режисера Фредді Френсіса 1970 року.

## Сюжет
Жінці-антропологу привалило щастя - в одній з печер їй вдалося відшукати справжнього древнього троглодита. Давши йому прізвисько Трог, вона вирішила приручити дику напівлюдину, але роль іграшки для вчених Трогу зовсім не сподобалася.

## У ролях
- Джоан Кроуфорд — доктор Броктон
- Майкл Гоф — Сем Мердок
- Бернард Кей — інспектор Грінхем
- Кім Браден — Енн Броктон
- Девід Гріффін — Малкольм Треверс
- Джон Хемілл — Кліфф
- Торлі Волтерс — суддя
- Джек Мей — доктор Селборн
- Джеффрі Кейс — Білл
- Роберт Хаттон — доктор Річард Воррен
- Саймон Лек — полковник Вікерс
- Девід Ворбек — Алан Девіс
- Хлоя Френкс — маленька дівчинка
- Моріс Гуд — репортер
- Джо Корнеліус — Трог